# Robert Garric
Pour les articles homonymes, voir Garric.
Robert Garric, né à Aurillac (Cantal) le 24 juillet 1896 et mort à Paris le 18 juin 1967, est un homme de lettres français. Il était selon Jean Guitton un « chevalier errant du secours national, de l’espérance sociale ».

## Biographie

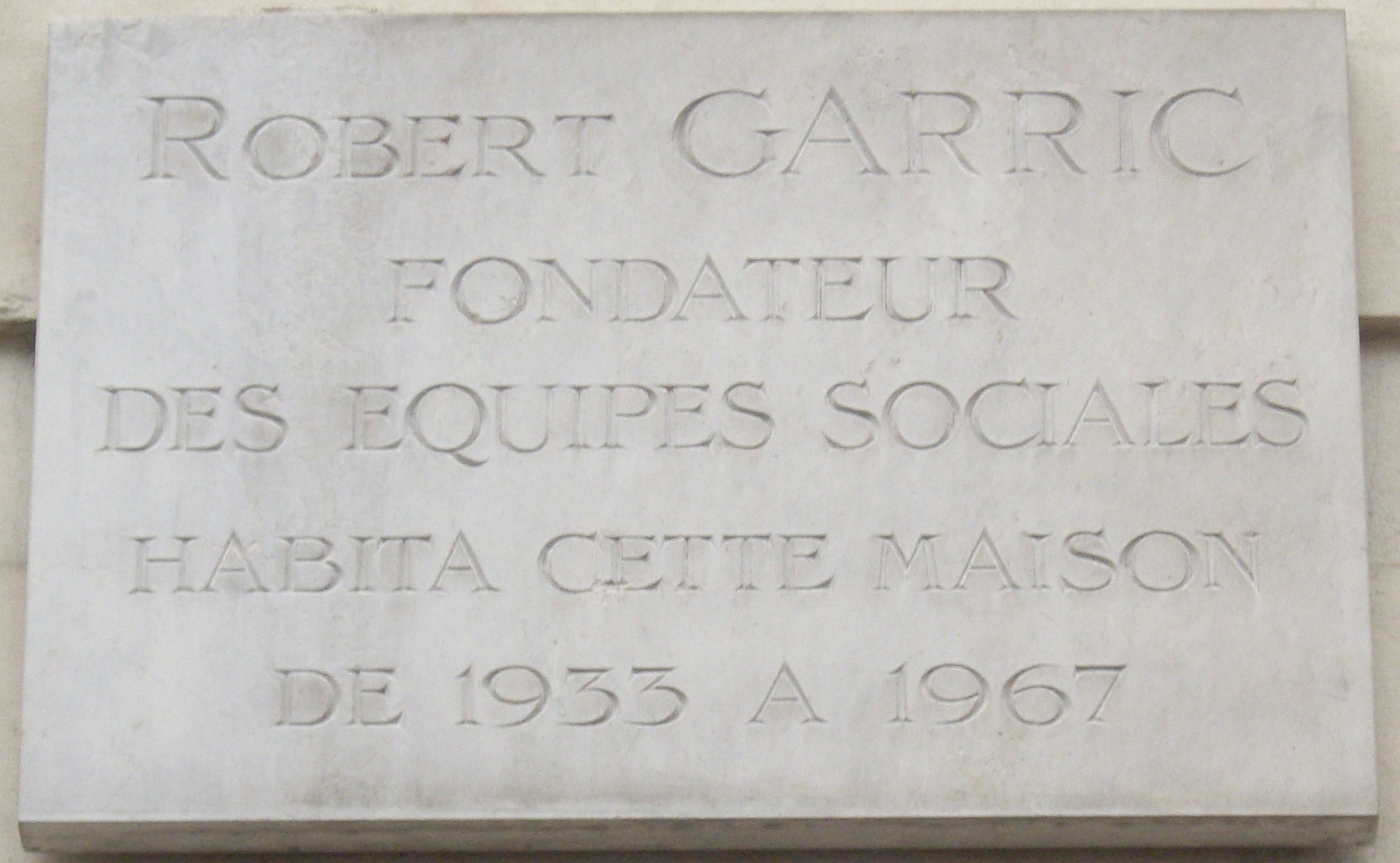
Plaque au n°28 avenue Bosquet, où il vécut entre 1933 et 1967.

D'origine auvergnate, il fut élève en khâgne au lycée Condorcet à Paris. Reçu en 1914 à l'École normale supérieure, il est agrégé de lettres en 1919 et nommé en 1928 assistant de philosophie à la Sorbonne. Par ses lectures, ses maîtres et son expérience de la guerre — il fut mobilisé en 1917 —, il est un catholique social. Il fut le fondateur des « Équipes sociales » en 1920, qui visaient à constituer une élite sociale et à apporter la bonne parole sur la confraternité née des tranchées aux ouvriers, dans la tradition des patronages. Myriem Foncin adhéra très tôt aux « Équipes sociales » dont elle fonda en 1923 la branche féminine. En 1924, Garric dirige la Revue des jeunes ; il fait alors partie du milieu catholique réformiste, avec des hommes comme Georges Lamirand, Hyacinthe Dubreuil, Jean Lazard, Paul Claudel, le R.P Sertillanges, Daniel Halévy. Puis il fut chargé fin 1939 par Raoul Dautry du service d'assistantes sociales du ministère de l'Armement. Nommé directeur du Secours national durant l'Occupation, il devint responsable de la Cité internationale universitaire de Paris et président du conseil d'administration de l'École des Roches, de 1956 à son décès.
Robert Garric succède à Joseph Zamanski à la présidence de l'Académie d'éducation et d'études sociales (AES).

Il fut le professeur de littérature de Simone de Beauvoir, de Michèle Leleu à l’Institut Sainte-Marie de Neuilly : 

« Garric parut ; j'oubliai tout le reste et moi-même ; l'autorité de sa voix me subjugua. À vingt ans, nous expliqua-t-il, il avait découvert dans les tranchées les joies d'une camaraderie qui supprimait les barrières sociales. […] Nier toutes les limites et toutes les séparations, sortir de ma classe, sortir de ma peau : ce mot d’ordre m’électrisa. […] Il faut que ma vie serve ! Il faut que dans ma vie tout serve ! »

— Simone de Beauvoir, Mémoires d'une jeune fille rangée, Gallimard, 1979, p. 173

« Qui n'a pas eu Robert Garric pour professeur ne sait ce qu'il a perdu ; au vrai, il ne peut même pas l'imaginer. J'ai eu ce privilège, trop peu de temps à mon gré, mais assez pour en garder un souvenir émerveillé. Et des générations d'étudiantes formées par lui à l’École normale de Neuilly, fondée par Mme Daniélou au début de ce siècle, rendent le même témoignage. »

— Michèle Leleu, Un maître fraternel, [lire en ligne]
Il possédait une maison à Saint-Simon (Cantal), où il résidait.

## Honneurs
- Élu membre de l'Académie des sciences morales et politiques en 1966.
- L'une des 40 résidences de la Cité internationale universitaire de Paris porte son nom depuis 1967.

## Publications
- Les Équipes sociales : esprit et Méthodes, Éditions de la Revue des Jeunes, 1924, 124 p.
- Belleville : scènes de la vie populaire, Grasset, 1928, 250 p.

- Prix Jules et Louis Jeanbernat 1928 de l'Académie française
- Albert de Mun, Flammarion, 1934, 248 p.

- Prix Fabien 1935 de l'Académie française
- Le Message de Lyautey, Éditions Spes, 1935, 251 p.
- Un Destin héroïque : Bernard de Lattre, Librairie Plon, 1952, 308 p.

## Sources et documents
- Ses archives personnelles et sa correspondance se trouvent aux archives départementales du Cantal (cotes 1 J 215-1 à 6 )
- Yves Cohen, Rémi Baudoui, Les Chantiers de la paix sociale : 1900-1940, ENS Éditions, 1995.
- La Revue du CEDIAS : numéro spécial consacré à Garric no 6, 1997 sommaire.
- « Hommage à Robert Garric », Revue de la Haute-Auvergne, nos 1968-1,‎ 1968, p. 1-249 (lire en ligne, consulté le 27 janvier 2020).
- Pascal Bousseyroux, « Robert Garric, les Équipes sociales et le travail social », Vie sociale 2012/2 N° 2, p. 67-83[5]
- Pierre Deffontaines, « Le mouvement des Équipes sociales de Robert Garric (1919-1939) », in Mélanges offerts à M. le doyen André Latreille, Lyon, Audin, 1972, p. 221-232[6].